# リベラルスーパーチェーン
株式会社リベラルスーパーチェーンは、かつて存在した兵庫県洲本市に本社を置き、淡路島内を中心にスーパーマーケットの「リベラル」を展開していた企業である。2014年に自己破産し、倒産した。

## 概要
当社は1962年（昭和37年）7月15日に設立された「オール日本スーパー経営者協会」（現・オール日本スーパーマーケット協会（AJS））の創設メンバーであり、当社の西岡茂が同協会の初代会長を務めた。
この縁で長らくAJSグループに加盟していたが、2006年にCGCグループに鞍替えをした。

### 他チェーン店との競合、そして自己破産へ
淡路島内で食品スーパーを運営していたが、1985年に洲本市本町七丁目に存在したリベラル洲本店（破産以前に既に閉店）の2・3階で玩具・衣料品を販売していた当時のジャスコ洲本店が現在のイオン洲本ショッピングセンターに移転、食料品の販売を開始した頃から食品スーパーの競争が激化。その後もサティ（現在のイオン淡路店）などの全国大手チェーン店の出店や、さらに2000年代には四国大手チェーン店のマルヨシセンターやマルナカの出店で食品スーパーの競争がさらに激化する。その中、既存店舗のうち規模の大きい店舗を高級感ある内装へのリニューアルや淡路島外（大阪府など）への出店、南あわじ市で営業していたイズミヤの継承を行ったが、業績は悪化の一途をたどる。
金融機関の支援を受けたり、同業大手の幹部経験者を代表に招へいするなどで立て直しを図るが奏功せず、2014年3月期末時点で約25億3600万円の負債を抱え、2014年12月14日に事業停止（店舗の営業の停止）をし、翌12月15日に自己破産申請への準備に入り、2015年2月25日に神戸地方裁判所から破産手続開始決定を受けた。なお営業停止した店舗のうち、規模が大きい物部店（洲本市）、三原店（南あわじ市）、一宮店（淡路市）は同業者である「マルナカ」が引き継ぎ、事業停止5日後の2014年12月19日に営業を開始した。

## 沿革
- 1914年（大正3年） - 丸亀呉服店として創業[6]（婦人洋装店[1]）。
- 1949年（昭和24年） - 資本金200万円で株式会社丸亀商店を設立[6]。
- 1959年（昭和34年）5月 - 「淡路主婦の店」としてスーパーストアに業態転換[1]。
- 1971年（昭和46年）
  - 8月20日 - ジャスコとの業務提携を発表[7]。
  - 12月 - リベラルスーパーチェーンを設立。[要出典]
- 2014年（平成26年）
  - 12月14日 - 自己破産申請の準備に入り、全11店舗の営業を停止[1]。
  - 12月19日 - 四国大手の同業マルナカが3店舗を引き継いで営業を開始[4]。
- 2015年（平成27年）2月25日 - 神戸地方裁判所から破産手続開始決定を受ける。[要出典]
- 2017年（平成29年）12月5日 - 法人格消滅。[要出典]

## かつて存在した店舗
- （初代）洲本店（洲本市外通町乙207[8]、1959年（昭和34年）5月開店[8][9]）
  - 敷売場面積約495m2[8]
  - 2代目店舗へ移転する形で閉店した[9]。
- （2代目）洲本店（洲本市本町7丁目4-33[10]（旧・常盤町2388[11]）、?開店）
  - 敷地面積約1,650m2[10]、延べ床面積約3,300m2[10]、店舗面積約2,970m2[10]。
- 五色丘店（洲本市五色町下堺979-1[12]、2008年（平成20年）4月開店[要出典]）
  - 売場面積330 m2[要出典]
- 市村店（三原郡三原町市青木103[13]、1968年（昭和43年）7月1日開店388[14]））
  - 売場面積280 m2[13] → 690 m2[14]
- 福良店（三原郡南淡町福良乙2845[15]、1967年（昭和42年）12月1日開店[14]）
  - 売場面積117 m2[15] → 415 m2[14]
- 南あわじ店（南あわじ市賀集八幡330[16]、2006年（平成18年）12月開店[要出典]）
  - 売場面積1980 m2、イズミヤから承継した店舗。[要出典]
- 市店（南あわじ市市福永562-1[17]、1968年（昭和43年）7月開店[要出典]）
- 由良店（洲本市由良町由良1055[18]、1962年（昭和37年）12月1日開店[19]）
  - 売場面積185 m2[20] → 255 m2[19]
- 志筑店（津名郡津名町志筑3268[9]、1960年（昭和35年）5月1日開店[9]）
  - 売場面積264 m2[8] → 315 m2[14]
- 三原店（三原郡三原町市円行寺150[21]、1985年（昭和60年）12月7日開店[21]）

敷地面積約24,627m2、鉄骨造地上1階建て塔屋2階、延べ床面積約6,833m2、店舗面積約3,471m2（直営店舗面積約1,220m2）、駐車台数479台。
三原ライフアンドショップのサンマルシェ（直営店舗面積約972m2）と共に「」の核店舗として出店していた。